# Мальовнича скеля
Мальовни́ча ске́ля (скеля «Прощай, молодість») — геологічна пам'ятка природи місцевого значення в Україні. Розташована на території Надвінянського району Івано-Франківської області, на південний захід від центральної частини села Пасічна.
Площа 0,5 га, статус отриманий у 1972 році. Перебуває у віданні ДП «Надвірнянський лісгосп» (Бухтівецьке лісництво, квартал 65, виділ 2).

## Походження назви
За переказами жителів села, назва походить від трагічної події за часів Другої світової війни, коли вояки УПА, щоб не здатись окупантам, стрибали зі скелі з вигуками: «Слава Україні! Прощай, молодість!».
За іншою версією це були партизани-ковпаківці комуністичного спрямування, яких у 1944 році біля скелі оточили німецькі та угорські війська.